# 祖語

歷史語言學的樹狀模型
原始語位於各分支的起始結點部分如15、6、20、7。末端的後代語言（葉語言）為2、5、9、31。原始祖語（根語言）為15。
一般以後代語言來命名祖語，如原始5-9語、原始2-5-9語、原始31語、共同5-9語等。而一個支系的原始祖語即以該支系命名，如：原始日耳曼語、原始義大利語，即對應日耳曼語族、義大利語族。結點之間的連線表示語言的繼承關係。
樹形圖中的語言都互相具有親緣關係，如：結點6和20是結點15的後代語言，彼此互為姐妹語言。
末端的後代語言必須有實證資料，如：實際語料、甚或是僅有幾個詞的詞彙表。原始語是基於歷史語言學方法所做的假說推定，但有時文獻紀錄可用以佐證祖語的存在。

祖語（英語：proto-language）又称原始语、基础语或母语，歷史語言學的重要概念，指同一系屬中若干相關語言的共同祖先——一種古代語言，或者是處於語言起源的某一階段的尚不能稱作「語言」的一個溝通體系。

## 從現存語言推演出來的古語
這是「祖語」的最初定義，也是普遍認可的定義。即認為祖語是某個語言家族（如語系、語族、語支）的始祖語言——或稱原語。
通常情況下，祖語不能被直接認知，而是要運用一種被稱作比較法的技法通過對同系屬的現存語言進行比較而重建出來。比較法並不能重建出祖語的全部細節，所求的祖語越古老，所能重建的部分就越爲有限。已（部分）重建出的無文獻記載的語言如原始印歐語、原始烏拉爾語、原始班圖語即分別爲印歐諸語、烏拉爾諸語和班圖諸語的祖先。
當然，祖語也不盡然都是史前語言（無文字）。有的古語有相當完整的文獻材料，有的則通過碑刻等文物保留了部分資料。如羅曼語族現代語言法語、意大利語、西班牙語、羅馬尼亞語的祖語世俗拉丁語的大部分特徵都以古代拉丁文文獻的形式保存了下來。又如，現代漢語的絕大多數方言都是先秦漢語的直系後代，而先秦漢語的歷史文存也非常的豐富。雖然漢字不直接表音，對上古漢語語音體系和形態特徵的構擬相對困難，但是詞彙和語法等語言元素都被相當完好地記錄了下來。再如斯堪的納維亞和不列顛島上發現的如尼銘文也爲原始挪威語的重建和驗證提供了寶貴的第一手資料。

## 非完整語言的溝通體系
Derek Bickerton对絕對意義上的「祖語」下了定義，認為這種溝通體系的特徵是：
- 缺乏充分發展的語法
- 缺乏時、體、式、態和助動詞等形態
- 詞彙（非語彙）相對封閉

該定義實質上是對祖語——Proto-language——的逐字拆解，取「Proto-」「最初、原始」的意思，也就是尚未成熟的準語言，或許將其譯作「前語言」較為妥當。歷史語言學家中很少有人將語言的起源作為研究課題，而且從研究方法上看「前語言」和通常意義上的「祖語」其推演方式也是迥然不同的。
Bickerton認為先民以「前語言」進行溝通可能與皮欽語的會話或狼孩所講的話有某些相似之處。如在洋涇浜英語中（括号内斜杠前为吴语发音，斜杠后为英语原词）：
- 甲說：王之（waontsy / wanchee）琶海（bohe / buy）——義爲「請付錢」。
- 乙說：配（phei / pay）由（yeu / you）陪陪（bei bei / by by）——義爲「過兩天再給你」。[2]

語法和詞彙都含混不清，僅能有限地交流。
Bickerton以爲，真正的語言就是在這種「前語言」的基礎上經歷了某種類似宇宙大爆發的劇烈變化而產生。而Terrence Deacon則在其著作The Symbolic Species中闡述了與此截然相反的觀點。

### 引用
1. ↑  中国社会科学院语言研究所词典编辑室 (编). .  第5版. 北京: 商务印书馆: 969. 2005. ISBN 9787100043854.
2. ↑  . shc2000.sjtu.edu.cn.   [2022-10-13]. （原始内容存档于2022-11-08）.